# NGC 6949
NGC 6949 је спирална галаксија у сазвежђу Цефеј која се налази на NGC листи објеката дубоког неба.
Деклинација објекта је + 64° 48' 12" а ректасцензија 20h 35m 7,0s. Привидна величина (магнитуда) објекта NGC 6949 износи 13,8 а фотографска магнитуда 14,7. NGC 6949 је још познат и под ознакама UGC 11600, MCG 11-25-1, CGCG 325-2, IRAS 20343+6437, PGC 65010.